# Raymond du Puy de Provence
Raymond du Puy de Provence (1083 - 1160) was een Franse ridder en was de tweede grootmeester van de Orde van Sint-Jan van Jeruzalem (Hospitaalridders) van 1120 tot zijn dood in 1160.
Raymond was een zoon van Roman van Le Puy, de heer van Pereins, Oultrejordain en was ook gouverneur van Akko. Zijn vader stond tevens in de dienst van Godfried van Bouillon. Raymond was ook familie van Adhemar van Monteil, de pauselijke legaat tijdens de Eerste Kruistocht. Als grootmeester ontwikkelde hij de Hospitaalridders tot een sterke militaire macht. Tevens maakte hij van het achtpuntige kruis het officiële symbool van de orde, dat later bekend zou worden als het Maltezer kruis tijdens het verblijf van de orde op Malta. Ook verdeelde Raymond de orde in dienende, militaire en kerkelijke broeders. Hij vestigde het eerste belangrijke hospitaalriddersziekenhuis in de buurt van de Heilige Grafkerk in Jeruzalem. Tevens was hij aanwezig bij het Beleg van Ascalon in 1153.
Raymond stierf in 1160 en Auger de Balben volgde hem op als grootmeester.